# Alas abiertas
Alas abiertas ist ein mexikanischer Film des Filmregisseurs Luis Lezama aus dem Jahr 1921. Der Stummfilm ist dem Genre des Abenteuerfilms zuzuordnen. Als Vorlage für den Film dient ein Roman von Alfonso Teja Zabre. 

## Inhalt
Erzählt wird die Geschichte von Capitán Téllez und Leutnant Doria, die gerade die Ausbildung zum Flieger abgeschlossen haben. Sie werden im Kampf gegen die Rebellen in Pachuca de Soto eingesetzt. Während der Nacht wird Doria verwundet und daraufhin von Marina, der Tochter des Rebellenführers Canillas, gepflegt. Sowohl Doria als auch Marina werden von den Rebellen gejagt, können jedoch von Téllez gerettet werden, der sie ausfliegt und damit in Sicherheit bringt.

## Produktionsnotizen
Moisés Viñas führt in seinem Werk Índice cronológico del cine mexicano Ernesto Vollrath als Co-Regisseur auf. An dem Film wirkten Kadetten der Escuela de Aviación mit. Produziert wurde er von der Gesellschaft Ediciones Gérman Camus, gedreht wurde in Pachuca de Soto. Laut Emilio Garciá Riera wurde Alas abiertas unter dem Titel With Wings Outspread veröffentlicht, wobei englische Zwischentitel und Namen für Schauspieler und Filmcrew verwendet wurden.
Premiere hatte der Film am 6. Mai 1921 in Mexiko.